# Campeonato Mundial de Halterofilismo de 2018 - Até 71 kg feminino
A categoria até 71 kg feminino foi um evento do Campeonato Mundial de Halterofilismo de 2018, disputado na Arena de Halterofilismo de Asgabade, em Asgabade, no Turquemenistão, no dia 6 de novembro de 2018. 

## Calendário
Horário local (UTC+5)
| Dia           | Horário | Fase    |
| ------------- | ------- | ------- |
| 6 de novembro | 08:00   | Grupo C |
| 6 de novembro | 12:00   | Grupo B |
| 6 de novembro | 17:25   | Grupo A |

## Medalhistas
| Evento    | Ouro               | Ouro   | Prata                    | Prata  | Bronze                   | Bronze |
| --------- | ------------------ | ------ | ------------------------ | ------ | ------------------------ | ------ |
| Arranque  | Zhang Wangli (CHN) | 115 kg | Nadezda Likhacheva (KAZ) | 112 kg | Sara Ahmed (EGY)         | 111 kg |
| Arremesso | Zhang Wangli (CHN) | 152 kg | Sara Ahmed (EGY)         | 141 kg | Mattie Rogers (USA)      | 133 kg |
| Total     | Zhang Wangli (CHN) | 267 kg | Sara Ahmed (EGY)         | 252 kg | Nadezda Likhacheva (KAZ) | 242 kg |

## Recordes
Antes desta competição, o recorde mundial da prova era o seguinte:
| Recorde         | Tipo      | Atleta         | Peso   | Local | Data                  |
| Recorde Mundial | Arranque  | Padrão mundial | 117 kg |       | 1 de novembro de 2018 |
| Recorde Mundial | Arremesso | Padrão mundial | 147 kg |       | 1 de novembro de 2018 |
| Recorde Mundial | Total     | Padrão mundial | 261 kg |       | 1 de novembro de 2018 |

Os seguintes novos recordes foram estabelecidos durante esta competição.
| Arremesso | 148 kg | Zhang Wangli (CHN) | Recorde mundial |
| Arremesso | 152 kg | Zhang Wangli (CHN) | Recorde mundial |
| Total     | 263 kg | Zhang Wangli (CHN) | Recorde mundial |
| Total     | 267 kg | Zhang Wangli (CHN) | Recorde mundial |

## Resultado
Os resultados foram os seguintes. 
| Pos.              | Atleta                       | Grupo | Arranque (kg) | Arranque (kg) | Arranque (kg) | Arranque (kg)     | Arremesso (kg) | Arremesso (kg) | Arremesso (kg) | Arremesso (kg)    | Total |
| Pos.              | Atleta                       | Grupo | 1             | 2             | 3             | Resultado         | 1              | 2              | 3              | Resultado         | Total |
| ----------------- | ---------------------------- | ----- | ------------- | ------------- | ------------- | ----------------- | -------------- | -------------- | -------------- | ----------------- | ----- |
| Medalha de ouro   | Zhang Wangli (CHN)           | A     | 108           | 113           | 115           | Medalha de ouro   | 140            | 148            | 152            | Medalha de ouro   | 267   |
| Medalha de prata  | Sara Ahmed (EGY)             | A     | 105           | 110           | 111           | Medalha de bronze | 136            | 141            | —              | Medalha de prata  | 252   |
| Medalha de bronze | Nadezda Likhacheva (KAZ)     | A     | 105           | 110           | 112           | Medalha de prata  | 130            | 130            | 136            | 7                 | 242   |
| 4                 | Anastasia Romanova (RUS)     | A     | 105           | 110           | 113           | 4                 | 125            | 130            | 133            | 6                 | 240   |
| 5                 | Mattie Rogers (USA)          | A     | 100           | 103           | 105           | 5                 | 130            | 133            | 137            | Medalha de bronze | 238   |
| 6                 | Meredith Alwine (USA)        | A     | 98            | 98            | 101           | 7                 | 128            | 132            | 135            | 4                 | 233   |
| 7                 | Mari Sánchez (COL)           | A     | 103           | 106           | 107           | 6                 | 120            | 125            | 125            | 8                 | 228   |
| 8                 | Jennifer Cantú (MEX)         | A     | 92            | 98            | 98            | 13                | 124            | 124            | 124            | 9                 | 216   |
| 9                 | Charlotte Åkerlund (SWE)     | B     | 94            | 97            | 100           | 8                 | 113            | 116            | 118            | 11                | 215   |
| 10                | Yekaterina Stolyarenko (KAZ) | B     | 90            | 94            | 96            | 10                | 115            | 118            | 122            | 10                | 212   |
| 11                | Gülnabat Kadyrowa (TKM)      | B     | 94            | 96            | 98            | 9                 | 112            | 115            | 115            | 16                | 211   |
| 12                | Kim Su-hyeon (KOR)           | B     | 90            | 93            | 96            | 11                | 115            | 116            | 123            | 13                | 209   |
| 13                | Liu Lan-yin (TPE)            | B     | 90            | 93            | 95            | 12                | 110            | 115            | 115            | 15                | 208   |
| 14                | Eri Mitsuke (JPN)            | B     | 90            | 90            | 93            | 15                | 113            | 115            | 117            | 12                | 207   |
| 15                | Kristel Macrohon (PHI)       | B     | 85            | 85            | 90            | 16                | 110            | 115            | 120            | 14                | 205   |
| 16                | Berfin Altun (TUR)           | C     | 85            | 87            | 90            | 21                | 109            | 114            | 119            | 17                | 201   |
| 17                | Eleni Kourtelidou (GRE)      | C     | 85            | 88            | 88            | 19                | 105            | 108            | 111            | 18                | 199   |
| 18                | Jolanta Wiór (POL)           | B     | 90            | 93            | 93            | 14                | 108            | 112            | 113            | 20                | 198   |
| 19                | Liana Gyurjyan (ARM)         | B     | 85            | 85            | 90            | 22                | 105            | 110            | 110            | 19                | 195   |
| 20                | Anastasiya Mikhalenka (BLR)  | C     | 83            | 87            | 89            | 20                | 107            | 113            | 115            | 21                | 194   |
| 21                | Otgonbayaryn Darkhijav (MGL) | C     | 82            | 86            | 89            | 17                | 100            | 103            | 104            | 22                | 189   |
| 22                | Simona Hertlová (CZE)        | C     | 85            | 88            | 90            | 18                | 100            | 104            | 104            | 23                | 188   |
| 23                | Marina Ohman (ISR)           | C     | 83            | 83            | 86            | 24                | 95             | 99             | 102            | 24                | 182   |
| 24                | Sara Sigmundsdóttir (ISL)    | C     | 80            | 84            | 87            | 23                | 95             | 100            | 102            | 26                | 179   |
| 25                | Alessia Wälchli (SUI)        | C     | 78            | 78            | 82            | 26                | 98             | 98             | 98             | 25                | 176   |
| 26                | Mette Pedersen (DEN)         | C     | 79            | 79            | 80            | 25                | 94             | 95             | 99             | 27                | 175   |
| —                 | Patricia Strenius (SWE)      | A     | 97            | 97            | 97            | —                 | 125            | 128            | 131            | 5                 | —     |